# Augasmus coronatus
Augasmus coronatus là một loài bọ cánh cứng trong họ Phalacridae. Loài này được Flach miêu tả khoa học năm 1889.